# Angará (cohete)

Sección transversal de los diferentes cohetes Angará.

El cohete Angará (en ruso: Ангарá, en honor al río Angará) es una lanzadera espacial, actualmente en desarrollo, diseñada para enviar grandes cargas a órbita, reduciendo la dependencia de Rusia en Kazajistán (donde Rusia tiene alquilado el cosmódromo de Baikonur) para cargas pesadas, además de eliminar la necesidad de comprar cohetes Zenit de Ucrania. El Angará permitirá a Rusia colocar objetos pesados en órbita de forma autónoma, con una capacidad de lanzar cargas útiles equivalente a la del cohete Protón, el fiable lanzador de cargas pesadas de la Unión Soviética y ahora de Rusia.
En diciembre de 2014 se realizó el primer lanzamiento de este tipo de cohete portador que puede llevar una carga útil de 24 toneladas hasta  una órbita terrestre baja con una altitud de unos 200 kilómetros. Tiene tres etapas que usan como combustible queroseno y como comburente oxígeno sin usar heptilo que es mucho más tóxico.

## Diseño y desarrollo

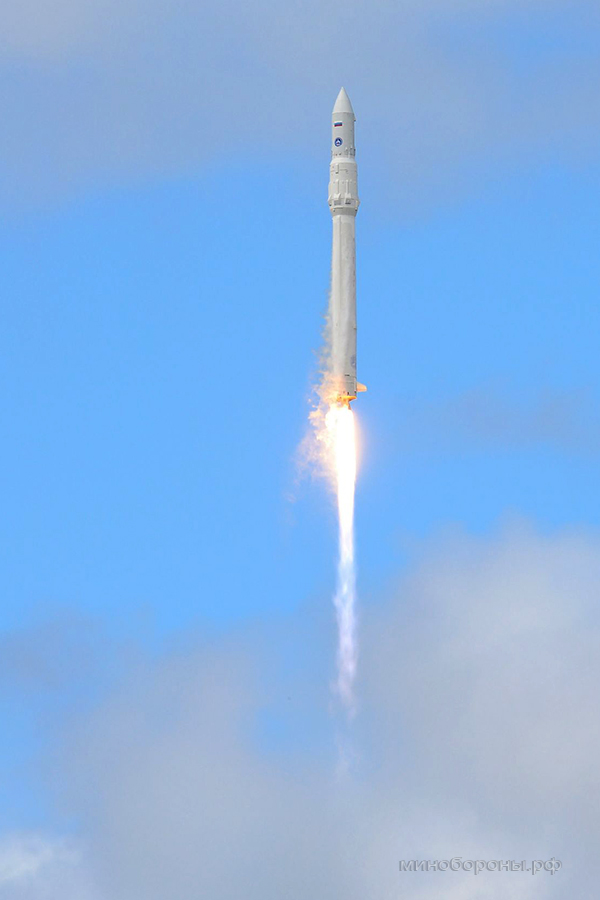
Angara 1.2

La familia de cohetes Angará está diseñada para ser modular, de forma parecida al programa EELV estadounidense. Tiene diferentes configuraciones capaces de situar cargas útiles en LEO de entre 2.000 y 24.500 kilogramos, desde 100 km a 200 km de altitud, en forma más económica y eficiente, para poder competir en el mercado internacional de lanzamiento de satélites comerciales y de telecomunicaciones, puede elevar una carga más liviana a mayor altitud, sobre los 200 km y con una etapa adicional, montada sobre el cohete principal, puede llegar a mayor altitud en el futuro.
El proyecto se inició en 1993, para reemplazar definitivamente al programa de cohetes Soyuz, que tiene más de 30 años en servicio con diferentes cohetes desechables y actualmente, es de más alto costo operativo para la industria espacial y como una mejora del diseño del cohete pesado Protón, el más exitoso lanzador espacial de cargas pesadas de la Unión Soviética, que se inició como un programa de misiles ICBM para lanzar bombas atómicas pesadas y de gran capacidad de destrucción. 
Estos nuevos cohetes desechables más económicos, sencillos y modernos, se lanzarán fundamentalmente desde el cosmódromo de Plesetsk, una instalación de lanzamiento totalmente de Rusia. Solo el Angará A5 se lanzará desde Plesetsk y desde Baikonur, podrá levantar cargas pesadas a una órbita alta, sobre los 200 km de altitud. 
En 2004 se firmó un acuerdo con el gobierno de Kazajistán sobre la construcción del nuevo sitio de lanzamiento para el Angará desde el cosmódromo de Baikonur. El primer lanzamiento de un Angará (probablemente la versión Angará A3) se esperaba para el 2012 en el cosmódromo de Plesetsk, si bien el cohete surcoreano KSLV, derivado del Angará, ya había efectuado un primer lanzamiento en agosto de 2009 y un segundo en junio de 2010.
En julio de 2014 se efectuó una prueba suborbital de la versión Angará 1,2PP. Unos meses más tarde, en diciembre de 2014, Rusia lanzó con éxito el cohete de prueba Angará A5 con una maqueta de carga útil que simula ser un satélite de comunicaciones, el más pesado de su clase, desde el cosmódromo de Plesetsk, en el noroeste del país. Equipado con un bloque acelerador Briz-M y la maqueta se situará en una órbita geoestacionaria, se han empleado las tecnologías más avanzadas para lograr su lanzamiento y el portador puede colocar en cualquier tipo de órbita satélites tanto de uso militar como científico, para el sistema de aviso de ataque con cohetes, la recolección de información, la navegación, las comunicaciones y retransmisiones.
La clase de cohetes Angará, de diseño modular, abarca todo el espectro de portadores, desde ligeros hasta pesados, es capaz de situar una carga pesada de hasta 200 toneladas, en un altura de órbita de 200 kilómetros de la Tierra, y una carga ligera de 2,8 toneladas en una órbita geoestacionaria, a gran altitud, hasta 35.000 kilómetros de la Tierra. El más potente de la clase está diseñado para situar en órbitas geoestacionarias cargas útiles de hasta 7,6 toneladas en diferentes altitudes sobre la Tierra.

## Especificaciones del cohete Angará

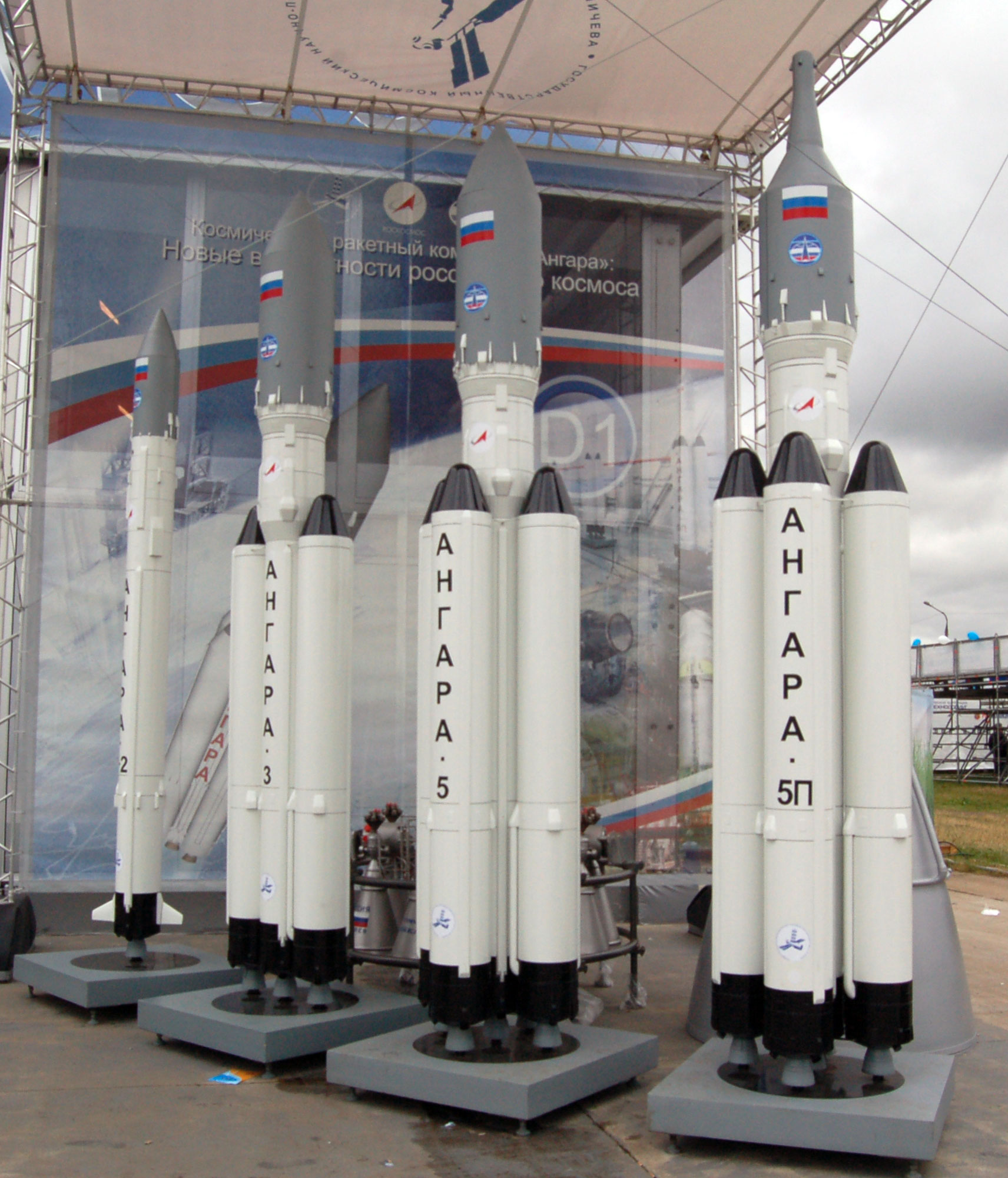
Maquetas de los cohetes Angará en el MAKS 2009.

Especificaciones tomadas de 
| Versión                          | Angará 1,1    | Angará 1,2        | Angará A3         | Angará A5         | Angará A5/KVRB    |
| -------------------------------- | ------------- | ----------------- | ----------------- | ----------------- | ----------------- |
| Primera fase                     | 1xCRM, RD-191 | 1xCRM, RD-191     | 3xCRM, RD-191     | 5xCRM, RD-191     | 5xCRM, RD-191     |
| Segunda fase                     | Breeze-KM     | Block I, RD-0124A | Block I, RD-0124A | Block I, RD-0124A | Block I, RD-0124A |
| Tercera fase (no usada para LEO) | --            | –-                | Breeze-M          | Breeze-M          | KVRB              |
| Propulsión (en tierra)           | 196 t         | 196 t             | 588 t             | 980 t             | 980 t             |
| Peso antes del lanzamiento       | 149 t         | 171,5 t           | 478 t             | 773 t             | 790 t             |
| Altura (máxima)                  | 34,9 m        | 41,5 m            | 45,8 m            | 55,4 m            | 64 m              |
| Carga útil (LEO 200 km)          | 2 t           | 3,7 t             | 14,6 t            | 24,5 t            | 24,5 t            |
| Carga útil (GTO)                 | –-            | –-                | 2,4 t             | 5,4 t             | 6,6 t             |
| Carga útil (GEO)                 | –-            | –-                | –-                | 2,8 t             | 4 t               |

## Lanzamientos
- 11 de abril de 2024 a las 12:00 horas (hora de Moscú) desde el  cosmódromo Vostochni en Lejano Oriente, Rusia.[2]
- 22 de enero de 2022 [3]
- 9 de julio de 2014 12:00 UTC: Angará 1,2PP, una versión especial experimental para probar simultáneamente los módulos URM-1 y URM-2, vuelo suborbital con una carga simulada de 1.435 kg desde la plataforma 1, área 35 del Cosmódromo de Plesetsk. Lanzamiento completado con éxito.
- 23 de diciembre de 2014 05:57 UTC: Angará A5/Briz-M, a órbita geosíncrona con una carga simulada de 2000 kg desde la plataforma 1, área 35 del Cosmódromo de Plesetsk. Deliberadamente, la etapa Briz-M no se separó de la carga simulada. Lanzamiento completado con éxito.